# NGC 1727
NGC 1727 је расејано звездано јато у сазвежђу Златна риба које се налази на NGC листи објеката дубоког неба.
Деклинација објекта је - 69° 20' 42" а ректасцензија 4h 52m 20,0s. Привидна величина (магнитуда) објекта NGC 1727 износи 11,1. NGC 1727 је још познат и под ознакама ESO 56-SC14.